# Elsa D'haen
Elsa D'haen (Sint-Amandsberg, 31 januari 1926 - Gent, 29 oktober 2013) was een Belgisch kunstenares die voornamelijk met houtskool werkte.

## Techniek
D'haen heeft vooral met houtskool gewerkt. Haar inspiratie kwam onder meer uit haar beroep. Ze was enkele jaren werkzaam als tekenares aan het microbiologisch laboratorium van de Gentse landbouwhogeschool. De microscopische preparaten van schimmels en andere planten kwamen terug in haar kunst. "Het is een opgave van de kunstenaar, te doen aanvoelen dat de verschijningsvormen tot in het oneindige wortels hebben; maar dit kan hij slechts wanneer hij uitgaat van een realiteit binnen zijn bereik" aldus D'haen in een jaarboek van haar school. 

## Privé
D'haen was een zuster van Christine D'haen (1923-2009) en getrouwd met de Gentse kunstschilder Alex Wauters.